# Serie A2 2015-2016 (pallanuoto maschile)
La Serie A2 2015-2016 è stata la 32ª edizione di questo torneo, che dal 1985 rappresenta il secondo livello del campionato italiano maschile di pallanuoto.
La regular season si è aperta il 21 novembre 2015 e si è conclusa il 21 maggio 2016, mentre le fasi di Play-off e Play-out sono scattate il 4 giugno e si sono conclusi con le gare 3 delle finali promozione il 25 giugno.
Tra le 24 squadre partecipanti, non ci sono squadre retrocesse provenienti dalla Serie A1 per l'ampliamento della massima serie a 14 squadre; le quattro squadre promosse dalla Serie B sono: Crocera Stadium, Bergamo Alta, Roma 2007 Arvalia e Aqavion Napoli. Sono state ripescate tre squadre dalla Serie B e sono: Rari Nantes Latina, Promogest (retrocesse la scorsa stagione) e Wasken Boys Fanfulla. La regione più rappresentata è stata la Liguria, con sette club iscritti.

## Squadre partecipanti

### Girone Nord
| Club              | Città         | Piscina                                            | Stagione 2014-2015                                 |
| ----------------- | ------------- | -------------------------------------------------- | -------------------------------------------------- |
| Albaro Nervi      | Genova        | Stadio del Nuoto di Albaro                         | 8ª nel girone Nord di Serie A2                     |
| Bergamo           | Bergamo       | Piscina comunale Italcementi                       | 1ª nel girone 2 di Serie B; promossa ai Play-off   |
| Camogli           | Camogli (GE)  | Piscina "Giuva Baldini"                            | 5ª nel girone Nord di Serie A2                     |
| Chiavari          | Chiavari (GE) | Piscina Mario Ravera                               | 6ª nel girone Nord di Serie A2                     |
| Crocera Stadium   | Genova        | Piscina comunale                                   | 1ª nel girone 1 di Serie B; promossa ai Play-off   |
| Imperia           | Imperia       | Piscina Felice Cascione                            | 10ª nel girone Nord di Serie A2; salva ai Play-out |
| Lavagna '90       | Lavagna (GE)  | Piscina Parco del Tigullio                         | 4ª nel girone Nord di Serie A2; finalista Play-off |
| Plebiscito Padova | Padova        | Centro Sportivo del Plebiscito                     | 9ª nel girone Nord di Serie A2                     |
| President Bologna | Bologna       | Centro sportivo dello Sterlino                     | 7ª nel girone Sud di Serie A2                      |
| Quinto            | Genova        | Stadio del Nuoto "Gianni Vassallo" (Bogliasco, GE) | 3ª nel girone Nord di Serie A2                     |
| Torino '81        | Torino        | Piscina Stadio Monumentale                         | 7ª nel girone Nord di Serie A2                     |
| Wasken Fanfulla   | Lodi          | Faustina Sporting Village                          | 2ª nel girone 2 di Serie B; ripescata              |

### Girone Sud
| Club            | Città                  | Piscina                                     | Stagione 2014-2015                                |
| --------------- | ---------------------- | ------------------------------------------- | ------------------------------------------------- |
| 7 Scogli        | Siracusa               | Piscina Comunale                            | 8ª nel girone Sud di Serie A2                     |
| Aqavion Napoli  | Brusciano (NA)         | Piscina Felice Scandone (NA)                | 1ª nel girone 4 di Serie B; promossa ai Play-off  |
| Arechi          | Salerno                | Piscina comunale                            | 6ª nel girone Sud di Serie A2                     |
| Catania         | Catania                | Piscina Comunale "F. Scuderi"               | 4ª nel girone Sud di Serie A2                     |
| Civitavecchia   | Civitavecchia (RM)     | Pala Enel "Marco Galli"                     | 1ª nel girone Sud di Serie A2                     |
| Muri Antichi    | Tremestieri Etneo (CT) | Piscina Comunale "F. Scuderi" (CT)          | 10ª nel girone Sud di Serie A2; salva ai Play-out |
| Promogest       | Quartu Sant'Elena (CA) | Piscina Centro Nuoto                        | 12ª nel girone Sud di Serie A2; ripescata         |
| RN Latina       | Latina                 | Pala Enel "Marco Galli" (Civitavecchia, RM) | 11ª nel girone Sud di Serie A2; ripescata         |
| Roma Nuoto      | Roma                   | Stadio Olimpico del Nuoto                   | 3ª nel girone Sud di Serie A2                     |
| Olympic Roma    | Roma                   | Stadio Olimpico del Nuoto                   | 1ª nel girone 3 di Serie B; promossa ai Play-off  |
| Salerno         | Salerno                | Piscina Simone Vitale                       | 9ª nel girone Sud di Serie A2                     |
| Telimar Palermo | Palermo                | Piscina olimpionica comunale di Palermo     | 5ª nel girone Sud di Serie A2                     |

## Regular season

### Girone Nord

#### Classifica
|  |     | Regular season 2015-2016 | Pti | G  | V  | N | P  | GF  | GS  | DR  |
|  | --- | ------------------------ | --- | -- | -- | - | -- | --- | --- | --- |
|  | 1.  | Quinto                   | 60  | 22 | 20 | 0 | 2  | 185 | 124 | +61 |
|  | 2.  | Torino '81               | 50  | 22 | 16 | 2 | 4  | 213 | 151 | +62 |
|  | 3.  | Camogli                  | 50  | 22 | 16 | 2 | 4  | 190 | 146 | +44 |
|  | 4.  | Lavagna '90              | 44  | 22 | 14 | 2 | 6  | 175 | 134 | +41 |
|  | 5.  | President Bologna        | 34  | 22 | 11 | 1 | 10 | 178 | 161 | +17 |
|  | 6.  | Imperia                  | 32  | 22 | 10 | 2 | 10 | 154 | 157 | -3  |
|  | 7.  | Crocera Stadium          | 29  | 22 | 9  | 2 | 11 | 161 | 179 | -18 |
|  | 8.  | Plebiscito Padova        | 27  | 22 | 8  | 3 | 11 | 159 | 166 | -7  |
|  | 9.  | Chiavari                 | 24  | 22 | 8  | 0 | 14 | 155 | 173 | -18 |
|  | 10. | Wasken Fanfulla          | 21  | 22 | 6  | 3 | 13 | 155 | 178 | -23 |
|  | 11. | Albaro Nervi             | 9   | 22 | 3  | 0 | 19 | 140 | 208 | -68 |
|  | 12. | Bergamo                  | 7   | 22 | 2  | 1 | 19 | 136 | 225 | -89 |

#### Calendario e risultati
| 21-11-15 | 1ª giornata               | 05-03-16 |
| 8-5      | President - Plebiscito    | 7-7      |
| 12-4     | Lavagna - Crocera Stadium | 7-5      |
| 11-4     | Camogli - Bergamo         | 13-7     |
| 8-9      | Quinto - Wasken Boys      | 10-5     |
| 10-9     | Torino - Imperia          | 12-7     |
| 11-3     | Chiavari - Albaro Nervi   | 10-5     |

| 19-12-15 | 4ª giornata               | 02-04-16 |
| 9-10     | Wasken Boys - Lavagna     | 6-6      |
| 9-6      | President - Torino        | 5-9      |
| 9-4      | Albaro Nervi - Bergamo    | 7-10     |
| 3-8      | Imperia - Quinto          | 5-11     |
| 4-5      | Crocera Stadium - Camogli | 9-14     |
| 12-3     | Plebiscito - Chiavari     | 5-7      |

| 23-01-16 | 7ª giornata                    | 23-04-16 |
| 8-9      | Albaro Nervi - Crocera Stadium | 7-12     |
| 4-6      | Camogli - Lavagna              | 7-5      |
| 7-7      | Imperia - Wasken Boys          | 4-4      |
| 7-5      | Quinto - President             | 7-3      |
| 2-9      | Chiavari - Torino              | 6-12     |
| 6-7      | Bergamo - Plebiscito           | 3-9      |

| 13-02-16 | 10ª giornata                 | 14-05-16 |
| 8-5      | President - Imperia          | 9-8      |
| 12-7     | Lavagna - Albaro Nervi       | 8-4      |
| 11-3     | Camogli - Wasken Boys        | 8-5      |
| 15-5     | Torino - Bergamo             | 11-4     |
| 4-3      | Plebiscito - Crocera Stadium | 10-11    |
| 6-8      | Chiavari - Quinto            | 5-6      |

| 05-12-15 | 2ª giornata              | 12-03-16 |
| 11-12    | Wasken Boys - President  | 7-8      |
| 5-8      | Albaro Nervi - Camogli   | 8-12     |
| 9-6      | Imperia - Chiavari       | 3-6      |
| 9-9      | Crocera Stadium - Torino | 3-9      |
| 7-7      | Plebiscito - Lavagna     | 8-7      |
| 2-3      | Bergamo - Quinto         | 6-14     |

| 09-01-16 | 5ª giornata                | 09-04-16 |
| 6-9      | Albaro Nervi - Wasken Boys | 8-5      |
| 10-5     | Camogli - Plebiscito       | 7-7      |
| 11-6     | Quinto - Crocera Stadium   | 7-6      |
| 5-6      | Torino - Lavagna           | 11-10    |
| 6-5      | Chiavari - President       | 7-12     |
| 9-11     | Bergamo - Imperia          | 5-13     |

| 30-01-16 | 8ª giornata               | 30-04-16 |
| 12-7     | Wasken Boys - Chiavari    | 4-7      |
| 11-7     | President - Bergamo       | 11-12    |
| 5-6      | Lavagna - Quinto          | 5-6      |
| 7-10     | Crocera Stadium - Imperia | 4-7      |
| 8-8      | Torino - Camogli          | 8-6      |
| 12-10    | Plebiscito - Albaro Nervi | 9-8      |

| 20-02-16 | 11ª giornata                | 21-05-16 |
| 8-9      | Wasken Boys - Plebiscito    | 11-8     |
| 9-8      | Albaro Nervi - Torino       | 7-13     |
| 6-9      | Imperia - Lavagna           | 8-7      |
| 7-6      | Crocera Stadium - President | 5-10     |
| 10-7     | Quinto - Camogli            | 12-11    |
| 7-10     | Bergamo - Chiavari          | 8-12     |

| 12-12-15 | 3ª giornata                | 19-03-16 |
| 12-8     | Lavagna - President        | 4-3      |
| 7-2      | Camogli - Imperia          | 8-7      |
| 9-5      | Quinto - Albaro Nervi      | 13-4     |
| 12-7     | Torino - Plebiscito        | 10-9     |
| 9-10     | Chiavari - Crocera Stadium | 8-9      |
| 7-9      | Bergamo - Wasken Boys      | 4-10     |

| 16-01-16 | 6ª giornata               | 16-04-16 |
| 5-9      | Wasken Boys - Torino      | 8-11     |
| 7-8      | President - Camogli       | 9-10     |
| 10-7     | Lavagna - Chiavari        | 7-5      |
| 5-4      | Imperia - Albaro Nervi    | 9-7      |
| 7-7      | Crocera Stadium - Bergamo | 12-11    |
| 5-6      | Plebiscito - Quinto       | 5-6      |

| 06-02-16 | 9ª giornata                   | 07-05-16 |
| 6-11     | Albaro Nervi - President      | 3-9      |
| 9-8      | Camogli - Chiavari            | 8-7      |
| 12-6     | Imperia - Plebiscito          | 4-3      |
| 11-4     | Crocera Stadium - Wasken Boys | 7-4      |
| 10-7     | Quinto - Torino               | 7-9      |
| 5-7      | Bergamo - Lavagna             | 3-13     |

### Girone Sud

#### Classifica
|  |     | Regular season 2015-2016 | Pti | G  | V  | N | P  | GF  | GS  | DR  |
|  | --- | ------------------------ | --- | -- | -- | - | -- | --- | --- | --- |
|  | 1.  | Roma Nuoto               | 62  | 22 | 20 | 2 | 0  | 239 | 154 | +85 |
|  | 2.  | Civitavecchia            | 43  | 22 | 14 | 1 | 7  | 214 | 185 | +29 |
|  | 3.  | Salerno                  | 38  | 22 | 11 | 5 | 6  | 187 | 170 | +17 |
|  | 4.  | Arechi                   | 35  | 22 | 11 | 2 | 9  | 198 | 180 | +18 |
|  | 5.  | Catania                  | 32  | 22 | 10 | 2 | 10 | 213 | 179 | +34 |
|  | 6.  | 7 Scogli                 | 31  | 22 | 9  | 4 | 9  | 179 | 189 | -10 |
|  | 7.  | Telimar Palermo          | 30  | 22 | 9  | 3 | 10 | 176 | 185 | -9  |
|  | 8.  | Muri Antichi             | 26  | 22 | 8  | 2 | 12 | 172 | 209 | -37 |
|  | 9.  | RN Latina                | 24  | 22 | 7  | 3 | 12 | 166 | 205 | -39 |
|  | 10. | Promogest                | 21  | 22 | 6  | 3 | 13 | 164 | 177 | -13 |
|  | 11. | Olympic Roma             | 19  | 22 | 5  | 4 | 13 | 157 | 182 | -25 |
|  | 12. | Aqavion Napoli           | 18  | 22 | 5  | 3 | 14 | 174 | 225 | -51 |

#### Calendario e risultati
| 21-11-15 | 1ª giornata            | 05-03-16 |
| 15-9     | Roma Nuoto - Promogest | 8-5      |
| 13-5     | Salerno - Muri Antichi | 9-9      |
| 5-6      | Roma 2007 - Catania    | 8-7      |
| 10-10    | Telimar - Latina       | 8-7      |
| 7-6      | Aqavion - 7 Scogli     | 6-11     |
| 8-7      | Civitavecchia - Arechi | 12-11    |

| 19-12-15 | 4ª giornata               | 02-04-16 |
| 7-8      | Latina - Salerno          | 8-16     |
| 14-5     | Roma Nuoto - Aqavion      | 6-6      |
| 12-11    | Arechi - Catania          | 11-11    |
| 9-8      | 7 Scogli - Telimar        | 8-7      |
| 10-6     | Muri Antichi - Roma 2007  | 4-6      |
| 7-10     | Promogest - Civitavecchia | 9-10     |

| 23-01-16 | 7ª giornata             | 23-04-16 |
| 13-6     | Arechi - Muri Antichi   | 7-8      |
| 6-7      | Roma 2007 - Salerno     | 8-9      |
| 6-6      | 7 Scogli - Latina       | 9-10     |
| 7-10     | Telimar - Roma Nuoto    | 8-9      |
| 16-10    | Civitavecchia - Aqavion | 9-11     |
| 10-8     | Catania - Promogest     | 11-4     |

| 13-02-16 | 10ª giornata             | 14-05-16 |
| 13-4     | Roma Nuoto - 7 Scogli    | 11-11    |
| 4-4      | Salerno - Arechi         | 9-10     |
| 10-10    | Roma 2007 - Latina       | 3-4      |
| 5-11     | Aqavion - Catania        | 9-17     |
| 8-7      | Promogest - Muri Antichi | 9-9      |
| 7-9      | Civitavecchia - Telimar  | 12-6     |

| 05-12-15 | 2ª giornata              | 12-03-16 |
| 3-11     | Latina - Roma Nuoto      | 5-15     |
| 8-7      | Arechi - Roma 2007       | 7-9      |
| 8-6      | 7 Scogli - Civitavecchia | 7-9      |
| 12-10    | Muri Antichi - Aqavion   | 12-8     |
| 7-7      | Promogest - Salerno      | 6-7      |
| 8-9      | Catania - Telimar        | 6-9      |

| 09-01-16 | 5ª giornata                | 09-04-16 |
| 9-7      | Arechi - Latina            | 9-7      |
| 9-5      | Roma 2007 - Promogest      | 6-10     |
| 9-7      | Telimar - Muri Antichi     | 6-7      |
| 9-7      | Aqavion - Salerno          | 6-7      |
| 8-12     | Civitavecchia - Roma Nuoto | 9-13     |
| 9-9      | Catania - 7 Scogli         | 9-12     |

| 30-01-16 | 8ª giornata             | 30-04-16 |
| 6-8      | Latina - Civitavecchia  | 6-9      |
| 10-9     | Roma Nuoto - Catania    | 9-8      |
| 10-7     | Salerno - Telimar       | 10-10    |
| 9-8      | Muri Antichi - 7 Scogli | 9-13     |
| 5-5      | Aqavion - Roma 2007     | 8-8      |
| 5-8      | Promogest - Arechi      | 10-9     |

| 20-02-16 | 11ª giornata              | 21-05-16 |
| 9-8      | Latina - Promogest        | 7-4      |
| 10-8     | Arechi - Aqavion          | 13-14    |
| 8-7      | 7 Scogli - Salerno        | 3-9      |
| 7-9      | Muri Antichi - Roma Nuoto | 3-15     |
| 11-6     | Telimar - Roma 2007       | 7-9      |
| 9-8      | Catania - Civitavecchia   | 9-11     |

| 12-12-15 | 3ª giornata                  | 19-03-16 |
| 6-11     | Salerno - Roma Nuoto         | 9-11     |
| 9-9      | Roma 2007 - 7 Scogli         | 7-11     |
| 6-8      | Telimar - Arechi             | 7-9      |
| 7-10     | Aqavion - Promogest          | 8-13     |
| 10-9     | Civitavecchia - Muri Antichi | 12-6     |
| 13-4     | Catania - Latina             | 9-11     |

| 16-01-16 | 6ª giornata             | 16-04-16 |
| 12-10    | Latina - Aqavion        | 8-10     |
| 10-9     | Roma Nuoto - Roma 2007  | 10-9     |
| 9-7      | Salerno - Civitavecchia | 9-9      |
| 11-10    | 7 Scogli - Arechi       | 3-9      |
| 9-8      | Muri Antichi - Catania  | 4-10     |
| 8-8      | Promogest - Telimar     | 3-6      |

| 06-02-16 | 9ª giornata               | 07-05-16 |
| 7-9      | Arechi - Roma Nuoto       | 7-8      |
| 4-12     | Roma 2007 - Civitavecchia | 8-12     |
| 7-6      | 7 Scogli - Promogest      | 9-10     |
| 14-11    | Muri Antichi - Latina     | 6-8      |
| 10-5     | Telimar - Aqavion         | 8-7      |
| 14-8     | Catania - Salerno         | 5-7      |

## Play-off

### Tabellone 1
|  | Semifinali | Semifinali    | Semifinali | Semifinali | Semifinali |  |  | Finale        | Finale        | Finale | Finale | Finale |  |
|  |            |               |            |            |            |  |  |               |               |        |        |        |  |
|  | 1N         | Quinto        | 6          | 5          | 9          |  |  |               |               |        |        |        |  |
|  | 4S         | Arechi        | 5          | 6          | 3          |  |  | Quinto        | Quinto        | 13     | 10     | 10     |  |
|  | 2S         | Civitavecchia | 10         | 6          | 12         |  |  | Civitavecchia | Civitavecchia | 12     | 11     | 6      |  |
|  | 3N         | Camogli       | 6          | 10         | 10         |  |  |               |               |        |        |        |  |

### Tabellone 2
|  | Semifinali | Semifinali  | Semifinali | Semifinali | Semifinali |  |  | Finale     | Finale     | Finale | Finale | Finale |  |
|  |            |             |            |            |            |  |  |            |            |        |        |        |  |
|  | 1S         | Roma Nuoto  | 5          | 7          | 11         |  |  |            |            |        |        |        |  |
|  | 4N         | Lavagna '90 | 4          | 8          | 8          |  |  | Roma Nuoto | Roma Nuoto | 19     | 9      | 11     |  |
|  | 2N         | Torino '81  | 13         | 5          | 8          |  |  | Torino '81 | Torino '81 | 18     | 10     | 12     |  |
|  | 3S         | Salerno     | 10         | 10         | 6          |  |  |            |            |        |        |        |  |

## Play-out
|                                | Gara 1 | Gara 2 | Gara 3 |
| ------------------------------ | ------ | ------ | ------ |
| Wasken Fanfulla - Olympic Roma | 7-8    | 12-9   | 10-14  |
| Promogest - Albaro Nervi       | 6-3    | 8-10   | 8-4    |

## Verdetti
- Quinto e Torino '81 promosse in Serie A1.
- Bergamo,  Albaro Nervi,  Wasken Fanfulla e  Aqavion Napoli retrocesse in Serie B.